# Phalotini
Phalotini es una tribu de coleópteros polífagos crisomeloideos de la familia Cerambycidae.

## Géneros
Tiene los siguientes géneros:
- Maulia Blackburn, 1892
- Nenenia Pascoe, 1886
- Phalota Pascoe, 1863
- Xystoena Pascoe, 1866